# 利比亚调色板
利比亚调色板（也被称为城市调色板、利比亚战利品调色板、利比亚贡品调色板、围城调色板、Tehenu或Tjehenu 调色板）是一块古埃及调色板，有着雕刻装饰和象形文字，上半部分已缺失。它的历史可以追溯到奈加代三期文化或古埃及原始王朝时期（约公元前3200年至公元前3000年）。该调色板是在埃及阿拜多斯发现的。
利比亚调色板长19厘米，宽22厘米，由页岩制成。目前在开罗埃及博物馆一楼43室展出，它的期刊编号为JE27434，目录编号为CG14238。

## 内容

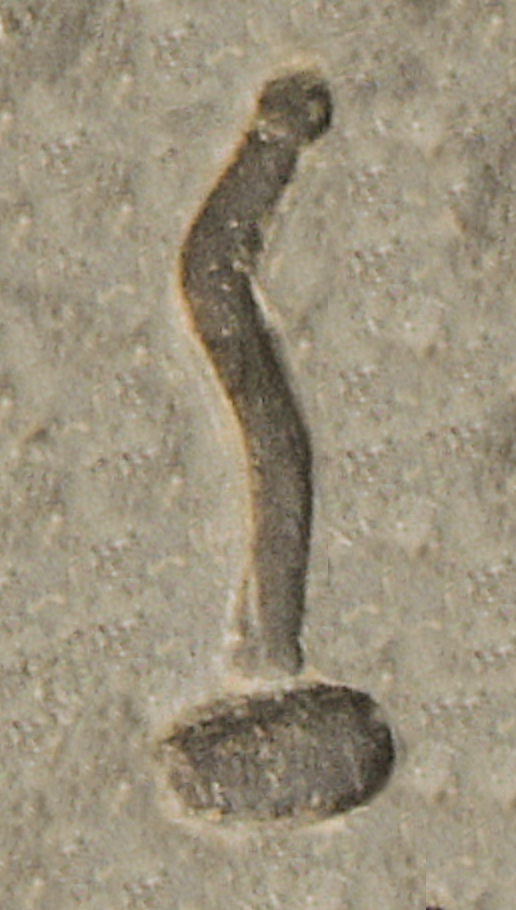
利比亚调色板中象征“利比亚”的早期字符

调色板正面上方是三行正在向前行走的动物，值得注意的是第三行的第一个动物，因为篇幅有限，制作调色板的人巧妙地把它刻画成正在回头看的姿势。  在这些动物的下方则是一个种植着橄榄树的果园，以及一处象形文字铭文或tjehenw （通常写为tehenu ），这个铭文很可能是一处西尼罗河三角洲的地名。后来根据大多数学者的说法，这块铭文被认为是象征古代“利比亚”的字符。该字符由一根插在椭圆形物体上的投掷棒组成，意思是“地区”、“地方”或“岛屿”，发音为THnw或Tjehenw。
调色板的背面有一条基线，基线上方有一些人物的脚，基线下方则描绘了七处城市，这些城市的名字都写在加固过城墙中。每个城市的上方都有一只动物，这些动物抓住了城市的城墙，同时也抓住了象征“锄头”（mr）的字符。德国埃及学家君特·德雷尔 (Günter Dreyer)将这一场景解释为被征服的城市，而这些动物则是城市统治者的象征。  然而，其他学者认为这些动物其实是皇家军队的象征。另一种完全不同的解释是，这个场景代表了这些城市建立的基础。

## 其他相关
- 古埃及调色板列表
- 化妆品调色板